# Eslovènia al Festival de la Cançó d'Eurovisió Júnior
Eslovènia va ser un dels països que van debutar al Festival de la Cançó d'Eurovisió Júnior en 2014.
El 19 d'agost de 2014, la televisió pública d'Eslovènia va confirmar el seu debut al Festival de la Cançó d'Eurovisió Júnior 2014, el qual va suposar la seva primera participació en aquest festival.

## Història

### Participació
El 27 de juliol de 2014, es va especular que Radiotelevizija Slovenija (RTVSLO) estava considerant debutar al Festival de la Cançó d'Eurovisió Júnior 2014, sense haver participat mai abans des de l'inici del concurs el 2003. Això es va confirmar més tard, amb RTVSLO anunciant oficialment. el seu debut al concurs de 2014 a Marsa, Malta, el 19 d'agost de 2014. El 16 de setembre de 2014, l'emissora va anunciar que havien seleccionat internament a Ula Ložar per representar el país, amb la seva cançó "Nisi sam (La teva llum), presentada al públic el 5 d'octubre de 2014. Tot i ser la favorita d'una casa d'apostes, Eslovènia va acabar en la dotzena posició de setze amb vint-i-nou punts.

### Retirada
Malgrat la bona posició el 2015, el 24 de maig de 2016, RTVSLO es va retirar del Festival de la Cançó d'Eurovisió Junior. L'emissora va citar la insatisfacció amb els canvis de regles introduïts per l'EBU, tot i que no va especificar la regla exacta. L'emissora encara va projectar el concurs del 2016 a TV SLO 2, amb una audiència de només 28.000, 105.000 menys que l'emissió del 2015.

### Retorn potencial
El 25 de maig de 2022, RTVSLO va confirmar que pretenien tornar al Festival de la Cançó d'Eurovisió Junior 2022 a Erevan, Armènia. Marusa Kobal, cap de la delegació d'Eurovisió d'Eslovènia, va declarar que l'emissora havia renovat l'interès per participar-hi i que anunciarien la seva decisió final sobre la possible participació a Armènia en el seu moment. No obstant això, el 29 de maig de 2022, l'emissora va anunciar que havia descartat un retorn al concurs de 2022, a causa que l'espectacle no es proporcionava al pla de producció de programes de l'emissora per a 2022. Al setembre de 2022, Vanjo Vardjan, editor en cap del programa d'entreteniment de RTVSLO, va reafirmar que l'absència d'Eslovènia al concurs es va deure a la quantitat de nacions participants i a la franja horària de l'esdeveniment, la qual cosa significa que l'emissora no confiava que el concurs pugui assolir una alta quota de visualització. El 9 de desembre de 2022, el grup de direcció de l'EBU va revelar que estaven involucrant-se en discussions sobre la possibilitat de tornar el Festival de la Cançó d'Eurovisió Júnior a un horari de màxima audiència en el futur. Com que aquesta era una de les principals raons de la retirada de RTVSLO, una altra possibilitat d'un retorn eslovè en futures edicions va romandre positiva. No obstant això, el 26 de maig de 2023, RTVSLO va confirmar que Eslovènia no tornaria al concurs de 2023 a Niça, França, citant una altra vegada les limitacions financeres donades la programació del concurs un diumenge a la tarda.

## Participacions
Llegenda
| Any                                   | Seu   | Artista        | Cançó           | Lloc | Punts |
| ------------------------------------- | ----- | -------------- | --------------- | ---- | ----- |
| 2014                                  | Marsa | Ula Ložar      | «Nisi sam»      | 12   | 29    |
| 2015                                  | Sofia | Lina Kuduzović | «Prva ljubezen» | 3    | 112   |
| No hi va participar entre 2016 i 2024 |       |                |                 |      |       |